# Wilton Daniel Gregory
Wilton Daniel Gregory (Chicago, 7 de diciembre de 1947) es un eclesiástico, liturgista y profesor católico estadounidense. Fue arzobispo de Washington, entre 2019 y 2025.

## Biografía

### Familia
Nació el 7 de diciembre de 1947, en la ciudad estadounidense de Chicago, en el seno de una familia afroamericana. Hijo de Wilton Gregory Sr., técnico informático, y de Ethel Duncan, cantante que también trabajaba como asistente de hospital. Durante su infancia, sus padres se divorciaron, y su abuela, Etta Mae Duncan, se mudó con la familia al lado sur de Chicago.

### Formación
En 1958, a los once años, se matriculó en la escuela secundaria St. Carthage, una escuela parroquial de Chicago. Más tarde dijo que decidió entonces hacerse sacerdote, aunque no era católico. La respuesta de monseñor John Hayes, párroco, no se hizo esperar: “Wilton, sería de gran ayuda que fueras católico”. Gregory fue bautizado y recibió su primera comunión en 1959, y fue confirmado por el obispo Raymond P. Hillinger más tarde ese año.
Después de graduarse en 1961, asistió al Quigley Preparatory Seminary South, un seminario menor en Chicago. Continuó su formación en el Niles College, donde estudió Filosofía, y culminó sus estudios de Teología en el Mundelein Seminary.
Tras realizar estudios en el Pontificio Instituto Litúrgico (1976-1980), obtuvo el doctorado en Sagrada Liturgia.
Además de inglés, también habla italiano y español.

### Sacerdocio
Su ordenación sacerdotal fue el 9 de mayo de 1973, a manos del cardenal-arzobispo John Cody; incardinándose en la arquidiócesis de Chicago.
Como sacerdote desempeñó los siguientes ministerios:
- Vicario parroquial de Our Lady of Perpetual Help, en Glenview (1973-1976).
- Profesor de Liturgia en el Mundelein Seminary.
- Miembro de la oficina arquidiocesana de Liturgia.
- Maestro de ceremonias de los cardenales-arzobispos John Cody y Joseph Bernardin (1980-1983).

## Episcopado

### Obispo auxiliar de Chicago
El 18 de octubre de 1983, el papa Juan Pablo II lo nombró obispo titular de Oliva y obispo auxiliar de Chicago. Fue consagrado el 13 de diciembre del mismo año, en la Catedral de Chicago, a manos del cardenal-arzobispo Joseph Bernardin. En ese momento contaba con 36 años, por lo que pasaba a ser el obispo más joven de los Estados Unidos.
En la Conferencia de los Obispos Católicos de Estados Unidos (USCCB), fue presidente del Comité de Liturgia (1991-1993).

### Obispo de Belleville
El 29 de diciembre de 1993, fue nombrado obispo de Belleville. Tomó posesión canónica el 10 de febrero de 1994.
En diciembre de 1998 fue elegido vicepresidente de la USCCB, y miembro de los Comités Ejecutivo y Administrativo, del Comité de Doctrina, del Comité de Política Internacional, presidente del Comité de Personal, y del Comité del Tercer Milenio/Jubileo de 2000 (1998-2001). Fue elegido presidente de la USCCB el 13 de noviembre de 2001, siendo el primer afroamericano en ocupar ese cargo. Durante su presidencia, emitió la "Carta para la Protección de Niños y Jóvenes" en respuesta a los casos de abuso sexual por parte del clero. Su mandato como presidente terminó el 15 de noviembre de 2004.
En abril de 2002, en reconocimiento de su gestión de un escándalo de abuso sexual, fue elegido por la revista Time como la persona de la semana.
El 6 de julio de 2002, fue nombrado miembro de la Comisión Pontificia para los Bienes Culturales de la Iglesia.

### Arzobispo de Atlanta
El 9 de diciembre de 2004, el papa Juan Pablo II lo nombró arzobispo de Atlanta. Tomó posesión canónica el 17 de enero de 2005, durante una ceremonia en el Centro de Convenciones Internacional de Georgia. Se convirtió en el tercer arzobispo afroamericano en los Estados Unidos; los dos primeros, Eugene A. Marino y James P. Lyke, también fueron arzobispos de Atlanta.
El 29 de junio del mismo año, en una ceremonia en la Basílica de San Pedro, recibió la imposición del palio arzobispal de manos del papa Benedicto XVI. 
Gregory ha participado activamente en la Iglesia abogando por la prevención del abuso sexual infantil por parte del clero y los religiosos católicos, y por la implementación de políticas para proteger a los fieles del abuso sexual. Ha sido uno de los obispos líderes en los Estados Unidos en lo que respecta a esta iniciativa. Gregory escribió una columna quincenal para el periódico arquidiocesano, The Georgia Bulletin, titulada:"What I have Seen and Heard " ("Lo que he visto y oído"). En ella, compartía regularmente reflexiones sobre su fe, su trabajo y sus experiencias.

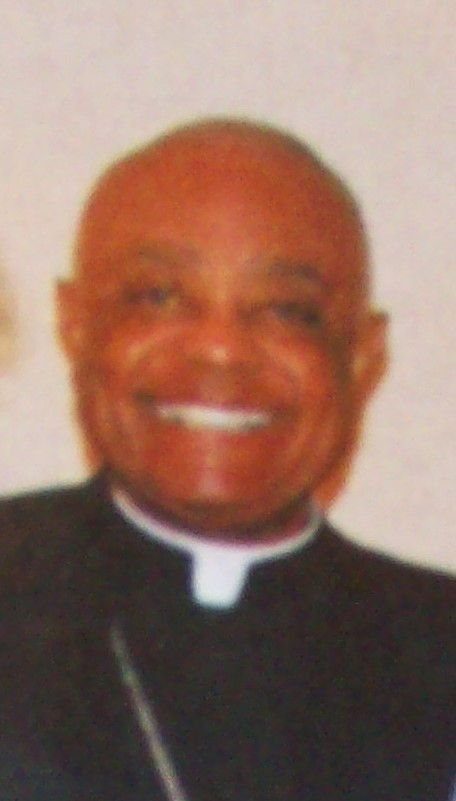
Wilton Gregory en 2007.

A finales de octubre de 2007, le diagnosticaron un cáncer de próstata, que requirió ser operado en noviembre siguiente.
El 28 de agosto de 2018, fue nombrado miembro del Dicasterio para los Laicos, la Familia y la Vida ad quinquennium.

### Arzobispo de Washington

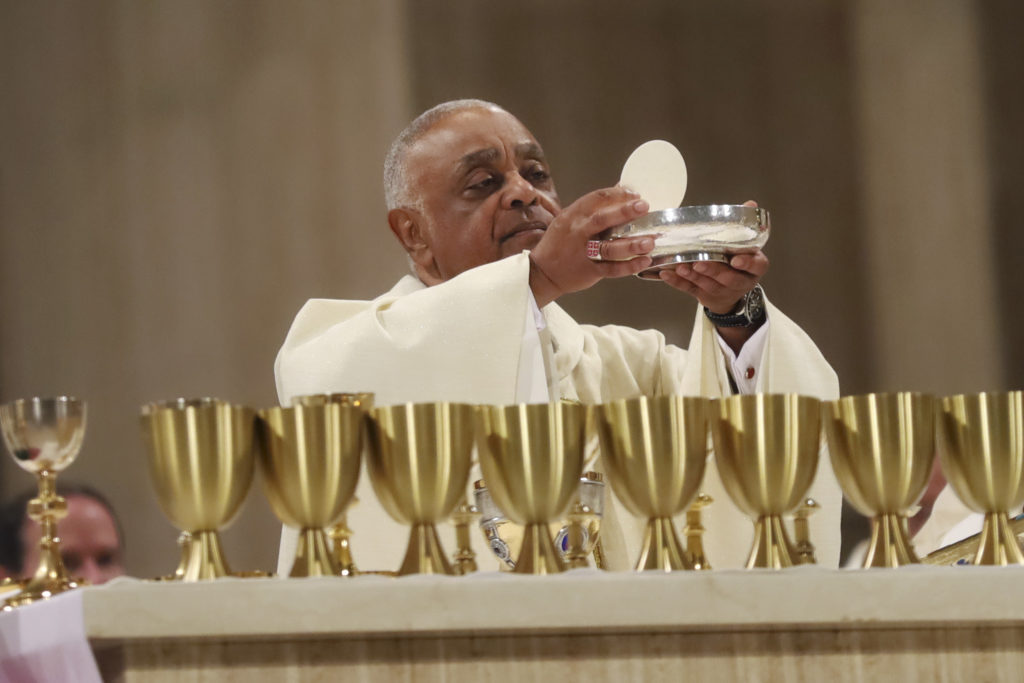
Gregory en su posesión como arzobispo (2019).

El 4 de abril de 2019, el papa Francisco lo nombró arzobispo de Washington. Tomó posesión canónica el 17 de mayo del mismo año, en una ceremonia celebrada en la Basílica del Santuario Nacional de la Inmaculada Concepción. Reconocido por sus posturas progresistas dentro de la Iglesia, se convirtió en el primer afroamericano en ocupar dicho cargo. Por ello, también asumió como Gran canciller de la Universidad Católica de América.
El 29 de junio de 2019, en una ceremonia en la Basílica de San Pedro, recibió el palio arzobispal de manos del papa Francisco. El 14 de julio del mismo año, en una ceremonia en la Catedral de Washington, recibió la imposición del palio arzobispal de manos del arzobispo Christophe Pierre.
En una entrevista de agosto de 2019 con Crux Magazine, Gregory criticó la retórica del presidente Donald Trump y dijo: "Temo que los recientes comentarios públicos de nuestro presidente y otros y las respuestas que han generado, hayan profundizado las divisiones y disminuido nuestra vida nacional"; pidió un "fin" a "la creciente plaga de ofensas y falta de respeto en el habla y las acciones".
Gregory es Caballero de la Gran Cruz, Consejero Espiritual en el Gran Priorato de América de la Orden de Lázaro y, desde 2020, Caballero de la Gran Cruz de los Caballeros de la Orden del Santo Sepulcro de Jerusalén; fue investido en la Lugartenencia del Atlántico Medio de Estados Unidos. 
El 18 de septiembre de 2020, fue nombrado administrador apostólico sede vacante de Saint Thomas, cargo que ejerció hasta la posesión del nuevo obispo Jerome Feudjio el 17 de abril de 2021. 
El 31 de diciembre de 2021, anunció dar positivo a COVID-19, por lo que tuvo que cancelar su agenda. A finales de enero de 2022, reanudó su trabajo. En marzo siguiente, animó a los católicos a recibir la vacuna contra el coronavirus.
 

En la USCCB, fue presidente del Comité de Culto Divino. 

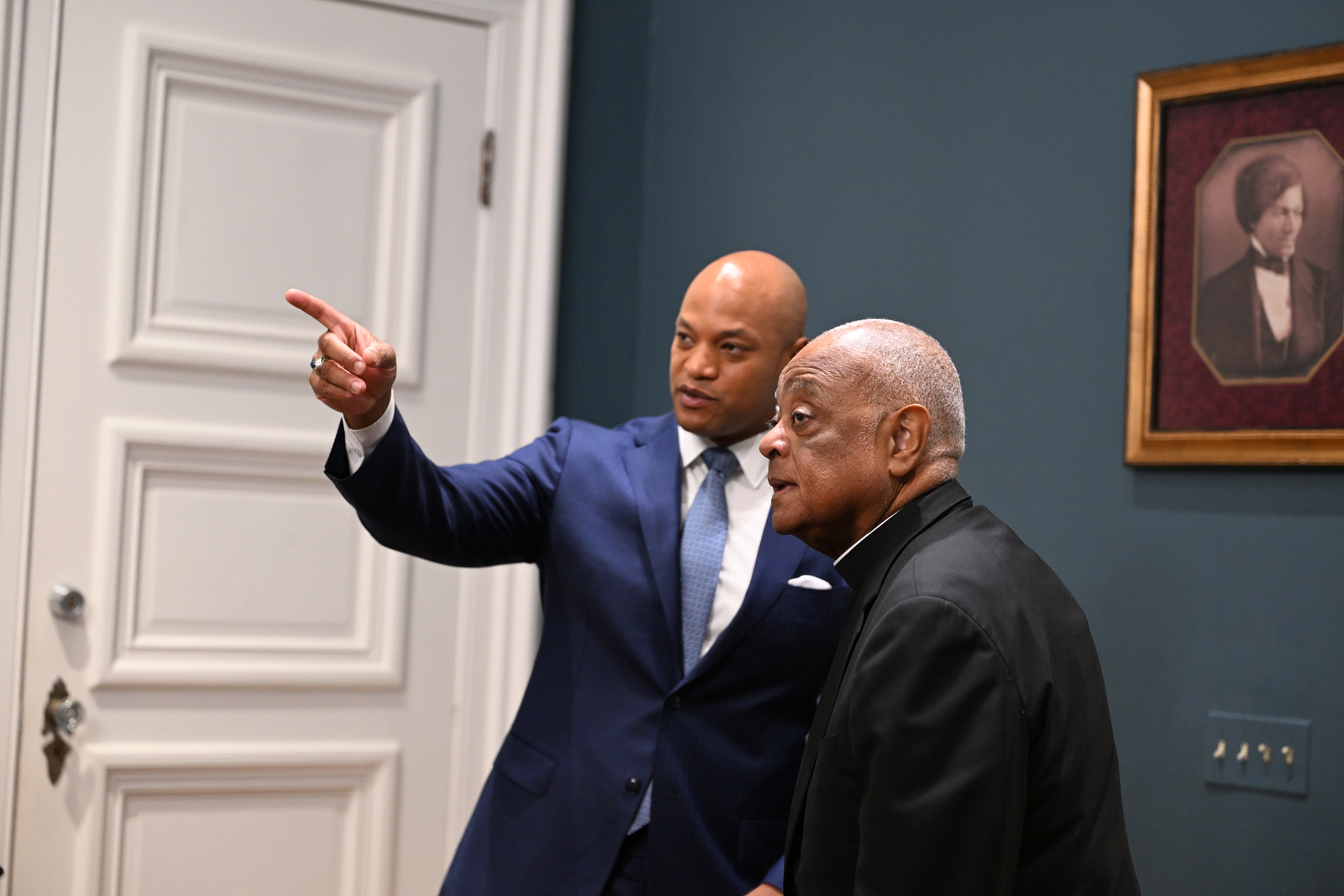
El gobernador Wes Moore junto al cardenal Gregory, en junio de 2024.

En 2022, presentó su renuncia como lo establece el Código de Derecho Canónico. El 6 de enero de 2025, el papa Francisco aceptó su renuncia como arzobispo de Washington, nombrado a su sucesor al mismo tiempo.

## Cardenalato

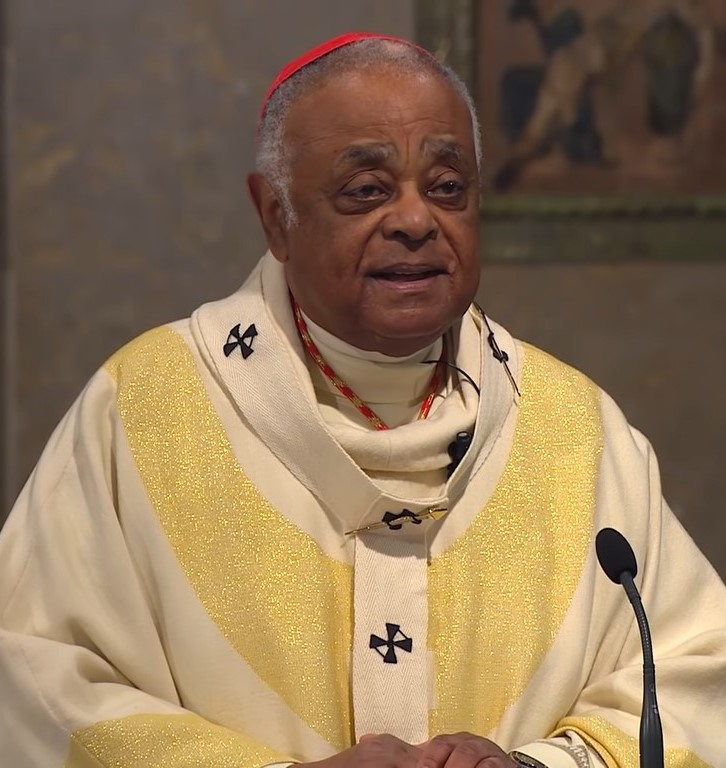
Gregory durante una misa en 2021.

El 25 de octubre de 2020, durante el Ángelus del papa Francisco, se hizo público que sería creado cardenal. Fue creado cardenal por el papa Francisco durante el consistorio del 28 de noviembre de 2020, con el titulus de cardenal presbítero de la Inmaculada Concepción de María en Grottarossa; convirtiéndose en el sexto arzobispo consecutivo de Washington y en el primer afroamericano en ser incorporado al Colegio Cardenalicio. Tomó posesión formal de su Iglesia Titular el 27 de septiembre de 2021.
El 29 de noviembre de 2020, fue nombrado miembro del Dicasterio para los Laicos, la Familia y la Vida.
El 7 de julio de 2023, fue nombrado miembro de la XVI Asamblea General Ordinaria del Sínodo de los obispos.

## Opiniones y controversias

### Residencia en Georgia
En 2014, Gregory fue criticado después de que la arquidiócesis usara $2,2 millones de un legado para construir una nueva residencia arzobispal en la sección Buckhead de Atlanta en una propiedad de la iglesia. La arquidiócesis diseñó la residencia para que también sirviera como sala de banquetes y conferencias. En marzo y abril de 2014, Gregory se disculpó con los feligreses de la arquidiócesis, diciendo que:

"no se tuvo en cuenta el impacto en las familias de toda la arquidiócesis que, aunque luchan por pagar sus hipotecas, servicios públicos, matrículas y otras facturas, responden fielmente año tras año a mis súplicas para ayudar a financiar nuestros ministerios y servicios."

Gregory ordenó a la arquidiócesis vender la residencia después de vivir allí solo tres meses. En noviembre de 2014, la arquidiócesis vendió la propiedad por $ 2.6 millones y Gregory se mudó a una casa de $ 440,000 en Smyrna, Georgia.

### Control de armas en Georgia
Gregory se pronunció en contra de la Ley de Protección de Portación Segura de 2014, aprobada por la Asamblea General de Georgia. La nueva ley permitía a los propietarios de armas con licencia portar armas en iglesias y otros lugares públicos. Después de que se aprobó la ley, Gregory declaró que no permitiría armas en las iglesias arquidiocesanas, excepto las requeridas por el ejército y la policía. Afirmó que las armas en las iglesias ponían en riesgo a personas vulnerables, como niños, discapacitados y ancianos. Además, las armas en la iglesia contravenían las enseñanzas de paz de Jesús:

"En lugar de hacer que las armas sean más accesibles como solución, necesitamos líderes en el gobierno y en la sociedad que hablen contra la violencia en todos los aspectos de la vida y que enseñen formas de reconciliación y paz y que hagan de la justicia, no de la venganza, nuestro objetivo".

### Amoris laetitia

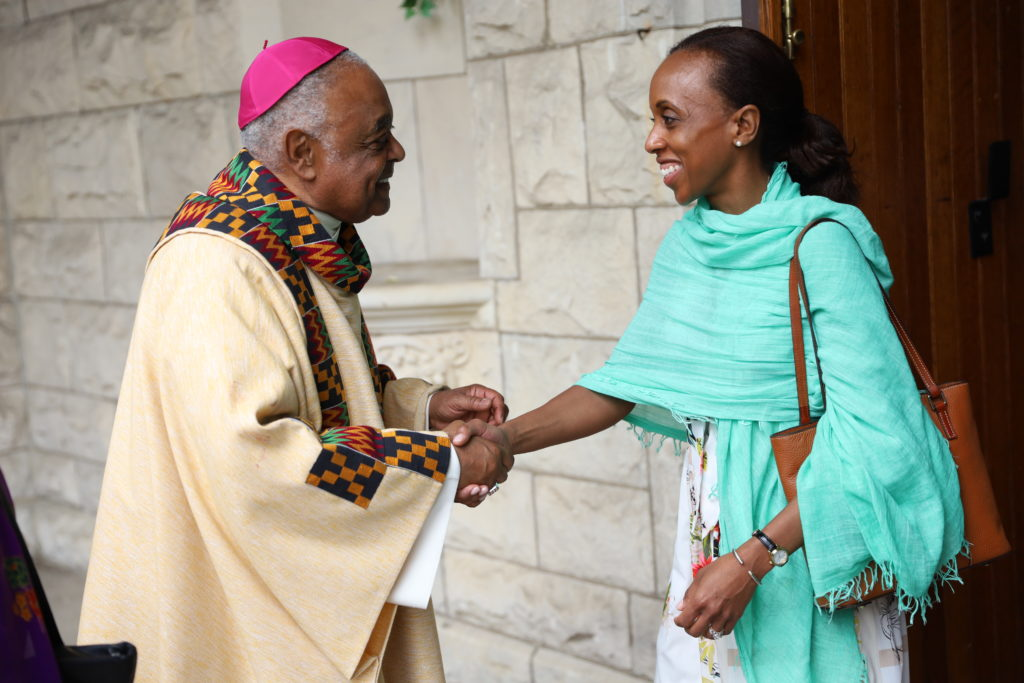
El arzobispo Gregory después de una misa en la iglesia de San Agustín en Washington D. C.

En una conferencia de 2017 en Boston College en Boston, Gregory llamó a la exhortación apostólica de 2016 del papa Francisco Amoris laetitia, sobre el amor pastoral de las familias, como:

"...documento que reconoce los reales y graves problemas y desafíos que enfrentan las familias hoy, pero al mismo tiempo es una proclamación de esperanza a través de la misericordia y la gracia de Dios".

Gregory dijo que Francisco "desafía a la iglesia y a sus pastores a ir más allá de pensar que todo es blanco y negro, de modo que a veces cerramos el camino de la gracia y el crecimiento". En 2018, un grupo de católicos solicitó a Gregory que expulsara a monseñor (Pro-LGBT) Henry Gracz del Santuario de la Inmaculada Concepción en Atlanta por presuntamente contravenir la enseñanza católica. Gracz sirvió allí como asesor espiritual de víctimas de abuso sexual. Gregory se negó a expulsarlo, diciendo:

“Monseñor Gracz sigue la exhortación del papa Francisco de acompañar a las personas que se encuentran en la periferia de la sociedad. Su corazón sacerdotal no está cerrado a quienes se sienten incomprendidos o rechazados”.

### Visita de Trump a un santuario
El 2 de junio de 2020, el presidente Donald Trump visitó el Santuario Nacional San Juan Pablo II en Washington. Antes de la visita, la policía dispersó por la fuerza a un grupo de manifestantes frente al santuario. Durante esa visita, realizada para promover una orden ejecutiva sobre la libertad religiosa, Trump y su esposa Melania Trump se pararon frente a la estatua de Juan Pablo II para una oportunidad de fotografía para los periodistas. Junto con otros líderes religiosos, Gregory condenó inmediatamente la visita, diciendo:

"Me parece desconcertante y reprensible que cualquier institución católica permita que se la utilice de manera tan flagrante y que se la manipule de una manera que viola nuestros principios religiosos, que nos llaman a defender los derechos de todas las personas, incluso de aquellas con las que podemos estar en desacuerdo... El santo papa Juan Pablo II fue un ardiente defensor de los derechos y la dignidad de los seres humanos. Su legado es un testimonio vívido de esa verdad. Ciertamente no toleraría el uso de gases lacrimógenos y otros elementos disuasorios para silenciarlos, dispersarlos o intimidarlos para una oportunidad fotográfica frente a un lugar de culto y paz".

Posteriormente, el National Catholic Register informó que la Casa Blanca había invitado en privado a Gregory al evento del Santuario Nacional. Gregory había declinado la invitación, citando un compromiso previo.

### Relaciones LGBT+
En 2003, Gregory criticó la decisión de la Corte Suprema de los Estados Unidos de 2003 en el caso Lawrence v. Texas, según la cual las leyes que penalizaban la sodomía entre adultos que consintieran eran inconstitucionales. Cuando una persona transgénero le preguntó en 2019 si la Iglesia católica tenía un lugar para ellos, Gregory respondió:

"Ustedes pertenecen al corazón de esta Iglesia. Y no hay nada que puedan hacer o decir que los pueda arrancar del corazón de esta Iglesia. Hay muchas cosas que se les han dicho a ustedes, sobre ustedes, a sus espaldas, que son dolorosas y pecaminosas. Y por eso mencioné mis conversaciones con las Familias Afortunadas. Tenemos que encontrar una manera de hablar unos con otros. Y hablar unos con otros, no sólo desde una perspectiva, sino hablar y escucharnos unos a otros. Creo que esa es la manera en que Jesús ministró. Él se involucró con las personas, las llevó donde estaban y las invitó a profundizar, a acercarse a Dios. Entonces, si me están preguntando dónde encajan ustedes, la respuesta es que ustedes encajan en la familia".

En octubre de 2020, Gregory fue entrevistado en un artículo de Associated Press que señalaba: "Gregory ha llamado la atención por su enfoque relativamente inclusivo hacia los católicos LGBT y dijo que era esencial que se les tratara con respeto".

### Aborto provocado
Tras la elección de Joe Biden como presidente en noviembre de 2020, Gregory enfatizó la necesidad de "entablar un diálogo" con la nueva administración. Señaló una "clara divergencia de opiniones" con Biden sobre el derecho al aborto para las mujeres, pero una mayor coincidencia de puntos de vista con él sobre el "respeto a la dignidad de nuestra comunidad inmigrante"; sobre el "...fin de la pena capital"; y "...la búsqueda de la justicia racial y social".
Gregory dijo que "no iba a desviarse" de la práctica establecida desde hace mucho tiempo de permitir que Biden, un católico, reciba la eucaristía. Cuando se le preguntó por qué, Gregory dijo: "No quiero ir a la mesa con un arma sobre la mesa primero".

### Asalto al Capitolio
Encontró palabras claras sobre el asalto al Capitolio el 6 de enero de 2021: “El tono divisivo que tanto ha dominado nuestra conversación nacional recientemente debe cambiar. Quienes recurren a una retórica incendiaria deben aceptar cierta responsabilidad por la creciente violencia en nuestra nación”.

### Traditionis custodes
Tras la publicación de Traditionis custodes, que restringía severamente el uso de la forma extraordinaria del rito romano, Gregory promulgó nuevas normas litúrgicas de acuerdo con el motu proprio. Restringió las celebraciones de la forma extraordinaria en la arquidiócesis a tres lugares, y prohibió estas celebraciones durante la Navidad, el Triduo Pascual, el Domingo de Pascua y el Domingo de Pentecostés, así como la celebración de otros sacramentos en esa forma. Estas restricciones molestaron a algunos católicos que se habían apegado a la forma extraordinaria.

## Escudos de armas
|                      |
| Arzobispo de Atlanta |

|                         |
| Arzobispo de Washington |

|          |
| Cardenal |

|                                 |
| Arzobispo emérito de Washington |